# Piazzale Roma
Piazzale Roma is een plein in de Italiaanse stad Venetië die de entree vormt tot de stad aan het einde van de Ponte della Libertà. Dit plein is samen met het eiland Tronchetto de enige plaats in de stad waar motorvoertuigen zoals auto's en bussen kunnen komen. 
Het plein dient als het hoofd-busstation van Venetië. Er zijn vanaf hier buslijnen naar Venetië Marco Polo Airport en Treviso Airport. Het plein is dicht bij het Station Venezia Santa Lucia waarmee het verbonden is via de Ponte della Costituzione, een voetgangersbrug uit 2008 over het westelijke deel van het Canal Grande. De People Mover van Venetië, een automatisch transportsysteem, verbindt het plein met het eiland Tronchetto en de cruiseterminals. Het transportsysteem werd geopend in 2010.

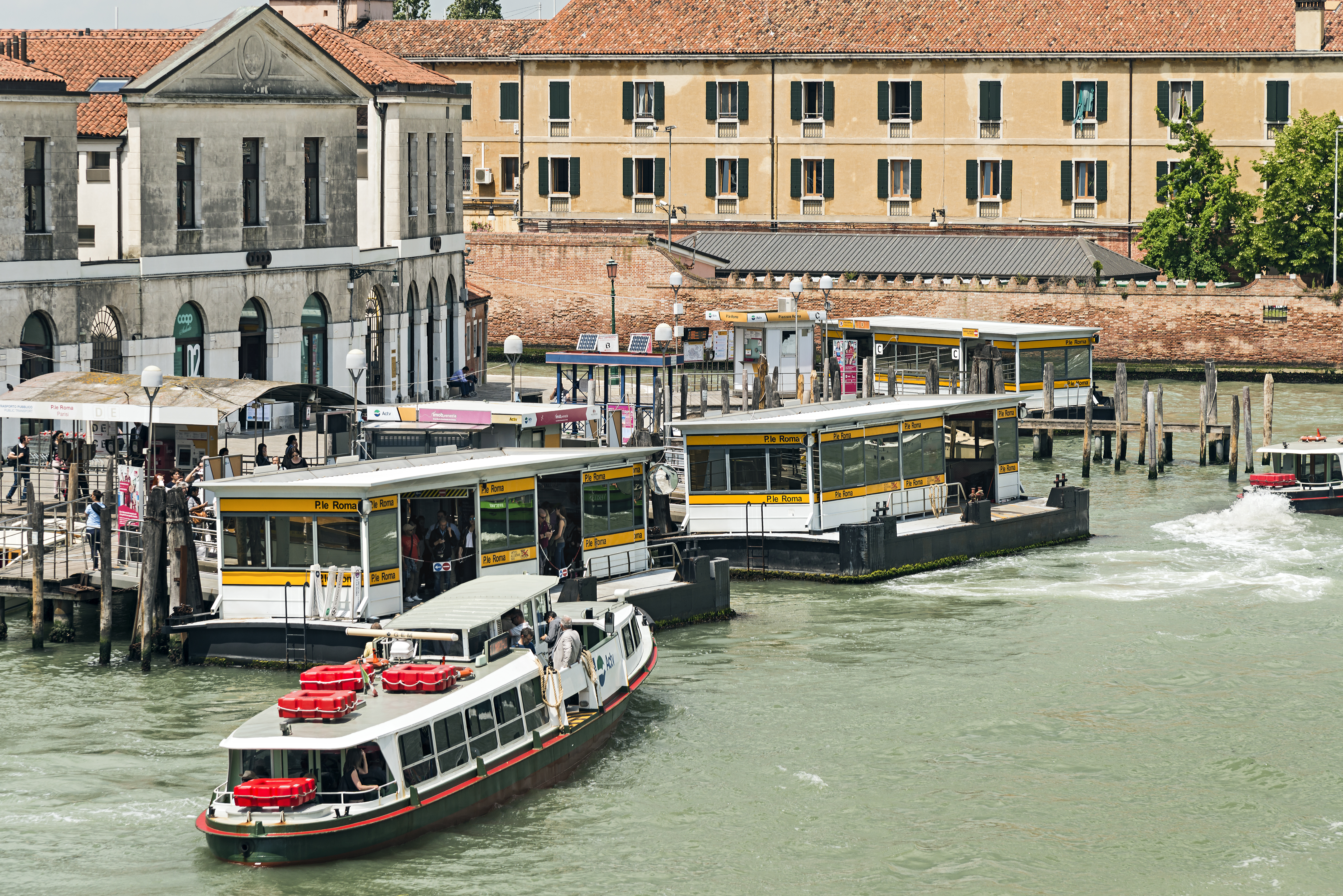
Vaporetto nabij Piazzale Roma